# 信用乗車方式
信用乗車方式（しんようじょうしゃほうしき）とは、公共交通機関を利用する際、乗客が乗車券を自己管理することで駅員や乗務員による運賃の収受や乗車券の改札を省略する方式。信用乗車制、チケットキャンセラー方式とも呼ばれる。

## 導入の経緯
自己改札が導入されたきっかけは路面電車の低い生産性を補うため大型車両を導入したことにある。まず車掌が乗務しない定期乗車券専用車を連結したことに始まり、連接車が導入されてからは後方車両入口から乗車した乗客が車内を移動する際に車掌台で運賃を支払うパッセンジャーフロー方式が導入された。このパッセンジャーフロー方式を進化させたのがチケットキャンセラー方式（自己改札）である。
欧米では車内検札が難しい都市部の地下鉄駅などを除き改札口を設けていない鉄道駅が多い。欧米では改札口を設けて駅員を配置したり自動改札機を設置するよりも、実際に列車内を職員が巡回して検札を行ったほうが不正乗車防止には効率的であるとの考え方があるとされる。
チケットキャンセラー方式では乗客はあらかじめ停留所などに設置されている券売機で乗車券を購入して乗車し、車内のチケットキャンセラー（乗車券刻印機）に乗車券を差し込んで乗車日時を刻印し、その時に発せられる音で乗車券を所持していることを他の乗客に認知させることで無札を牽制させ相互監視する仕組みが採られた。その後、停留所に設置されたチケットキャンセラーで刻印したり、あらかじめ乗車日時が刻印された乗車券を販売したりすることで車内でのチェックすら省略した無改札方式も一般的になってきた。

## 仕組み

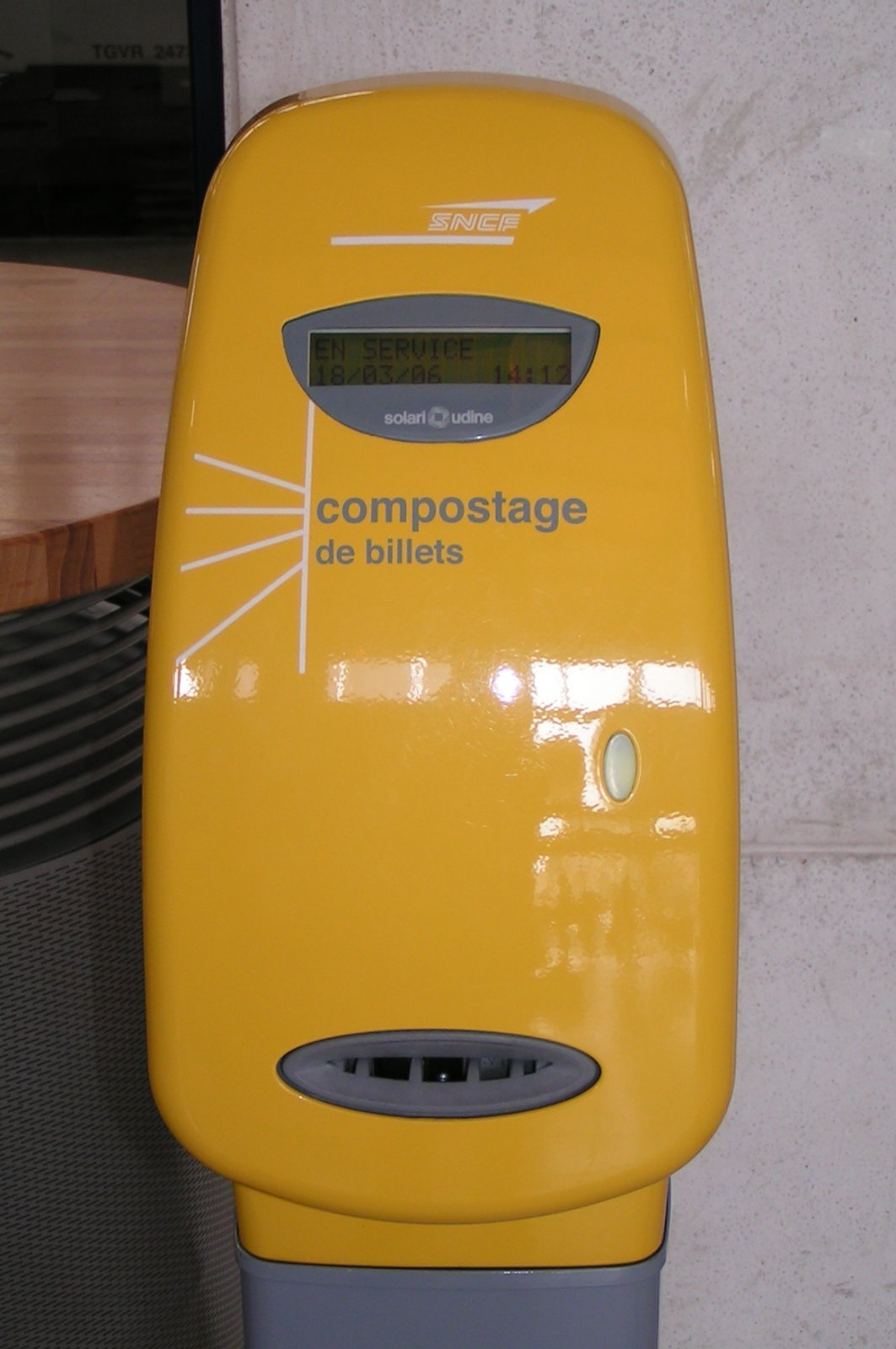
フランス国鉄の新型刻印機

信用乗車方式が採用されている交通機関では、駅や停留所には改札口が設置されず、誰もが自由に出入りできる。バスやトラムはワンマン運転でも乗り降りに用いる扉が指定されず、乗客はすべての扉から自由に乗り降りできるのが一般的である。事業者によっては、乗務員の近くの扉から乗車しなければならない時間帯を設けている場合がある。乗客は乗車中常に有効な乗車券を所持していることが義務付けられ、乗車中および降車後に運賃を支払うことは認められない。
一般的な鉄道であれば、乗客は駅窓口や自動券売機で事前に乗車券を購入する。
バスやトラムであれば、乗車券を持っていない場合は乗務員の近くの扉から乗車し、自己申告で運賃を支払う。停留所や車内に自動券売機が設置されていたり、停留所近辺の商店で乗車券が委託販売されていたりすることもある。
乗客は事前に乗車券の有効化(validation)を求められる場合がある。駅や車両の乗降口に設置された刻印機（チケットキャンセラーとも）に乗車券を挿入し、券面に乗車駅や運行番号、時刻を打刻する方式が一般的である。これにより乗車券の使いまわしを防止している。すなわち打刻せずに乗車すると乗車券の使いまわしをする意志があるとみなされる。打刻から極端に時間が経過していると一度使用された乗車券を再度使用しているとみなされ、ともに不正乗車として扱われる。また一定時間有効な乗車券や一日乗車券などは、打刻された日時が有効期間の基準となる。
他の有効化の方式として乗客が記入する方式（回数券に多い。青春18きっぷに近い方式）、駅窓口で行う方式（ユーレイルパスなどの記名式レールパスなど）がある。

## 無賃乗車対策
無賃乗車対策としては、トラムや地下鉄、大都市圏の近郊・通勤列車では乗車中や降車時に抜き打ち的に検札員による検査を行い、有効な乗車券を所持していない場合には理由のいかんを問わず正規運賃に加え高額のペナルティ（数倍ないし数十倍の追徴金）を課される。一方欧米の長距離列車ではほぼ確実に検札が行われるので不正乗車は実質不可能である。悪質な場合や請求された罰金を不払いの場合、警察への通報も行われる。
| 都市名                       | 無札率 | 罰金金額                 | 罰金金額 |              |
| ---------------------------- | ------ | ------------------------ | -------- | ------------ |
| 都市名                       | 無札率 | ポートランド（アメリカ） | 5%       | 250$（最大） |
| カールスルーエ（ドイツ）     | 3%     | 60DM                     |          |              |
| チューリヒ（スイス）         | 2%     | 100SF                    |          |              |
| ストラスブール（フランス）   | 12%    | 100Ff                    |          |              |
| メルボルン（オーストラリア） | 5%     | AU$258                   |          |              |
| 香港                         | 2%     | HK$290                   |          |              |

出典：表3.30.2「信用乗車方式における無札乗車率（事業者の申告値）とペナルティ金額」、西村・服部『都市と路面公共交通』203頁
凡例：$＝アメリカドル、DM＝ドイツマルク、SF＝スイスフラン、Ff＝フランスフラン、HK$＝香港ドル

## 導入状況

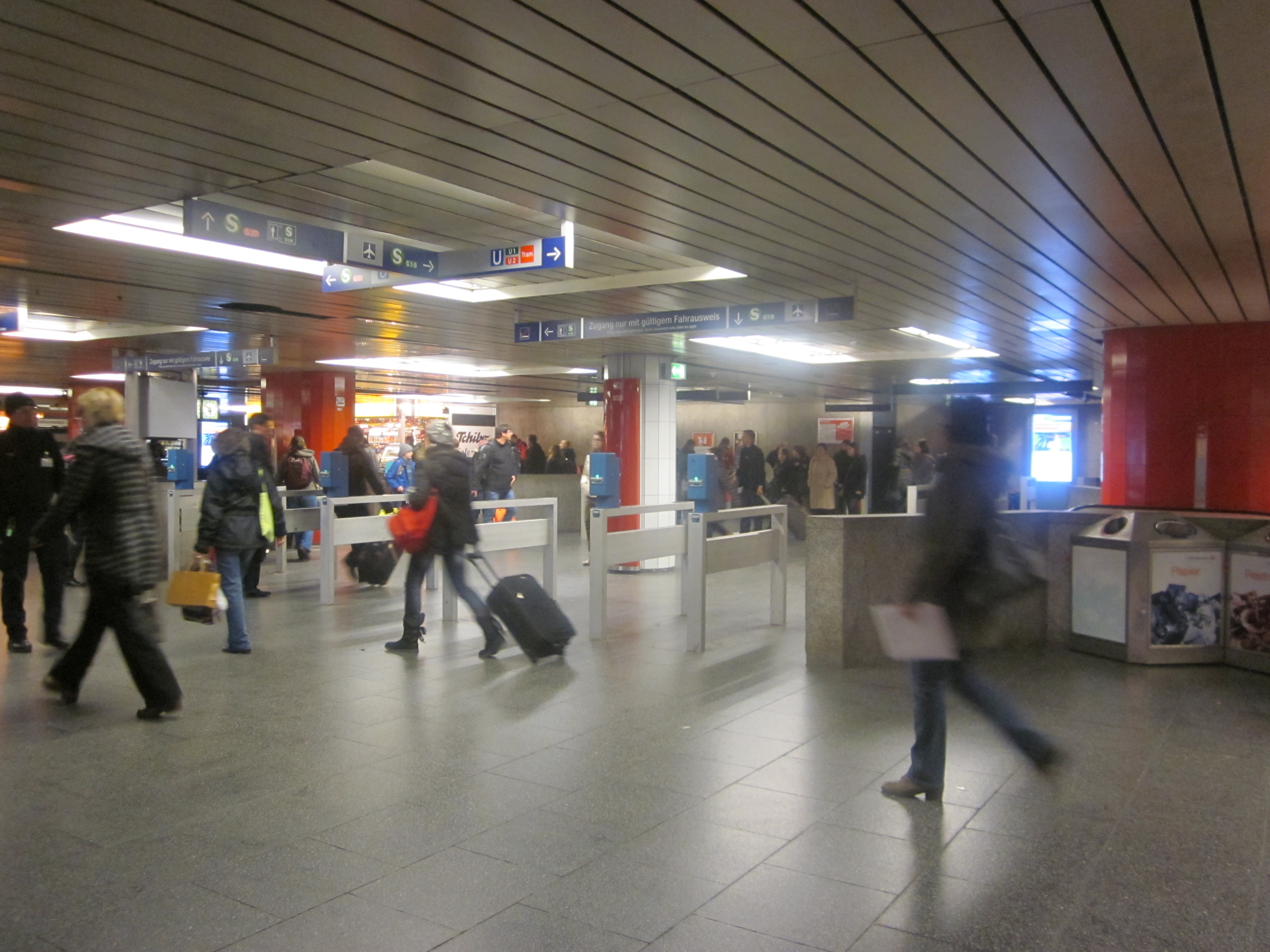
ドイツ、ミュンヘン中央駅地下コンコースでの、Sバーン地下ホーム改札口の様子。薄青色に塗られた小箱状の機械が近距離切符に打刻するための改札機。日本と異なりフラップドアなどはなく、乗降場への出入りは完全に自由である。ただし奥の天井には「入場は有効な乗車券を持つ場合に限る」と掲示されている。

### 欧州
欧州における多くの鉄道やトラムではごく一般的な方式である。ただし地下鉄では混雑する車内での検札が難しいことなどから駅に改札口が設置されている路線もある。中心部では駅に改札口が設置されるが郊外では信用乗車方式となる例もあり、各駅に改札口を設けていても自動改札機を設置するのみで無人であるため、抜き打ちの検札での信用乗車方式が行われる線区もある（パリとその近郊など）。
高速列車のうち、ユーロスターやスペインのAVEなど改札口の自動改札機に切符を通したのち専用プラットホームから乗車する列車もあるが、目的は不正乗車対策よりもセキュリティ対策である。しかし同じ高速列車でもTGVやタリス、ICEなどは信用乗車方式である。

### 日本
日本の鉄道では大都市圏を中心に自動改札機が普及しており、またラッシュ時の混雑の検札の困難さや、不正乗車の温床になるとの懸念から信用乗車方式が採用されている路線はきわめて少ない。
日本人が欧州で事情を理解しないまま乗車し多額の罰金を払わされる例もある。

#### 不正乗車に対する日本の法制度
不正乗車に対する罰則については鉄道運輸規程第19条と軌道運輸規程第8条に基づき、事業者が不正乗車した人に対し、通常運賃に加えて2倍の増運賃を請求することが認められており、各鉄道事業者も同規定に基づいた約款を定めている。さらに鉄道における不正乗車に対しては鉄道営業法第29条に基づき2万円以下の罰金、または科料という罰則が設けられており、悪質な不正乗車を働いた者に対しては、同規定に基づいて書類送検、逮捕することも可能である。しかし路面電車については、これに相当する法律は存在しない。このように外国と比べて不正乗車に対する罰則の軽さも日本における信用乗車制度導入を阻む一因となっている。そのため不正乗車に対する事業者の請求権を拡大すべきとの意見も出ているが、現行の日本における法律では被った損害を上回る懲罰的賠償を認めていないため、運輸規定や軌道運輸規定を改定して事業者の請求権を拡大することについては困難であるとの見方が強い。

#### 日本各地の事例
ワンマン運転を行っている路線において乗務員が運賃収受を行わない、いわゆる都市型ワンマンと呼ばれる方式を取っている事業者では、おおむね実施路線の全駅に自動改札や有人改札を設けて不正乗車を防止していることが多いが、地方線区で都市型ワンマンを採用した場合（特にもともとワンマン運転時の車内精算に対応した車両を持たない事業者に多い）、夜間駅員無配置駅や無人駅でも全ての扉から乗降できるため事実上の信用乗車方式となっていることがある。
521系2両を使用する普通列車（西日本旅客鉄道（JR西日本）では湖西線及び北陸本線の普通列車、あいの風とやま鉄道）と近畿日本鉄道で2両編成の普通列車（大阪線の名張駅以東と山田・鳥羽・志摩線）、養老鉄道では経費削減のため信用乗車方式が採用されている。無人駅に到着してもすべての扉が開く。ただし不正乗車を防止するため抜き打ち検札が行われている。2021年10月より、九州旅客鉄道（JR九州）のYC1系で運用される列車（2・3・4両編成）は編成に関わらずワンマン運転となり、事実上信用乗車方式の採用となった。
四国旅客鉄道（JR四国）では2016年3月のダイヤ改正より高松 − 琴平間の一部の列車において信用乗車・信用降車形ワンマン方式が採用されている。通常無人駅では車掌によるきっぷの回収が行われているが、この方式では車掌が乗務していないため降車時において無人駅では駅に設置されている青色の箱にきっぷを投入することとなる。所持している乗車券からの乗り越し、きっぷを所持していない旅客が無人駅で下車する場合についても駅に設置している青い箱に現金をそのまま投入することとなる。なお有人駅では従来通り駅係員によるきっぷの回収を行っている。乗車・降車の際は全てのドアを利用することができるが運転士が車掌スイッチにてドアを開閉するため駅に停車してからドアが開くまで数秒の時間がかかる。この方式はJR四国としても新しい試みであり旅客に乗車方法を浸透させること、また不正行為を減らす観点から車掌による特別改札が行われることがある。
西日本旅客鉄道（JR西日本）で自動改札機を設置していない駅には入場印字機と称するチケットキャンセラーと同じ機能を有する機械が設置されているが、簡易的なものであるため、通さなくても利用者が乗務員や下車駅の駅員から注意を受けることはない。
かつての東急世田谷線においては、進入してくる列車に対して定期券を高く掲げて見せることで正規の乗客であることを主張し、降車口からも乗車する「定期かざし」と呼ばれる風習があった。東急ではなし崩し的な信用乗車方式ともいえるこの行為を以前から正式には認めておらず、同線の近代化工事（新型車両導入やホーム嵩上げなど）の際に禁止し、その後せたまるが導入されたため現在では行われていない。

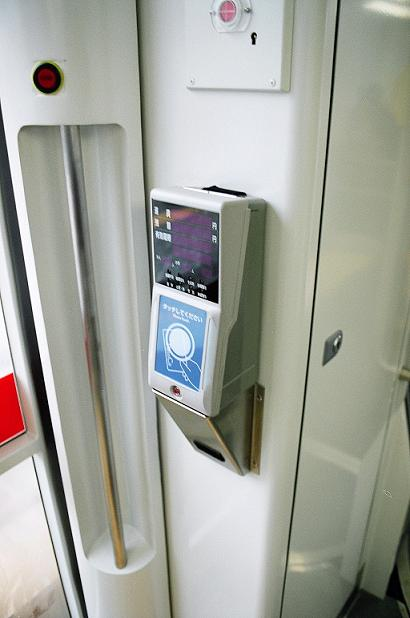
富山ライトレール時代のポートラム後方入口に設置されていたパスカセンサー。パスカ定期券とパスカ所持者に限り、後方入口からの降車が可能であった。

旧富山ライトレールでは、定期券及びプリペイドカードに使用されているICカード「パスカ(passca)」用のICカードリーダーがポートラム2両目の入口ドア付近にも設置されており、パスカ定期券とパスカ（および相互利用のえこまいか）所持者に限り、このドアからもICカードをタッチして降車可能であった。富山ライトレールでは「信用降車」と呼称している。2006年7月31日に導入された当初はラッシュ時のみ可能であったが、2017年10月15日の始発より終日可能となった。2020年3月21日の富山地方鉄道との合併と富山軌道線への乗り入れに伴い、富山地鉄に合わせる形で、信用乗車は廃止された。ほかに、西鉄バスが運行する連節バス「Fukuoka BRT」と「Kitakyushu BRT」でも類似した方式を採用している。
罰金制度などの不正乗車対策は未整備であるが、新しい試みとして注目されている。
広島電鉄（広電）ではICカードシステムの整備完了に合わせて路面電車の車掌の廃止と停留所への自動券売機設置を行い、完全な信用乗車方式を2013年度から本格的に開始すると発表し、一部の車両においてICカードでの利用者を対象に社会実験を行なったが、その後2018年5月10日より1000形かつICカードを複数人で利用しない利用者に限定して「全扉降車サービス」と称した信用乗車方式を開始。2022年3月からは2両以上の連接車全てでICカード単独利用者限定の「全扉降車サービス」を導入する事になった。
その他2023年に営業開始した宇都宮ライトレールでは、車両のすべてのドアに乗降それぞれに対応するICカードリーダーを設置する方法で、日本初の全扉で乗降可能となる信用乗車方式を導入している。

#### 車載式改札機を利用した信用乗車制度
前述したように現在の日本では高額の罰金による不正乗車への抑止力を期待できないとの見方が強い。また海外と違い乗り越し精算が認められ、バスや路面電車では降車時の精算が一般的であるため、検札時に目的地までの乗車券を提示できない場合でも即、不正乗車とは見なせない部分がある。そのため、欧米における信用乗車制度を日本にそのまま導入するのは容易ではないとする見方もある。
こうしたことから日本独自の信用乗車制度として車両に自動改札を設置し、改札装置で処理可能な乗車券を有している乗客は改札機が設置された乗降口から、そうでない利用者は運転士近くの乗降口を利用する方法が考えられる。鉄道総合技術研究所（以下、鉄道総研）では、無札通過を検知する機能と心理的抑制として遮断機を設けた車載型自動改札機を試作し、鉄道総研所有の車両（LH02形電車）や広電の車両に登載して試験を実施している。

### 韓国
日本と同様駅における改札を行っていた韓国鉄道公社も、KTX開業にともない導入された自動改札機のトラブル多発により、同線での自動改札機の利用を中止したため、現在は事実上の信用乗車方式となっている。そのため乗車券のチェックは乗務員の持つPDA端末を利用した車内改札によって行われている（予約されていない席に着席している客に対してのみ車内改札を行う）。KTXとセマウル号・ムグンファ号といった長距離列車は同じ低床ホームへの出入り口を使う。一部地方駅においては駅員による入場時の乗車券チェック（列車別改札）、列車到着時の乗車券回収を行っている場所もある。また、首都圏電鉄やソウル交通公社などの各都市鉄道には駅に改札機が設置されている。長距離列車と首都圏電鉄線が併走する駅では、通常ホームが分かれており、改札機を通って乗り換えなければならない。ただし、準高速列車「ITX-青春」が運行する京春線では同じホームを使用するため、乗車券に書かれたQRコードを改札機に認識させて通る必要がある。